# Rhaphiolepis indica
Rhaphiolepis indica, es un arbusto perteneciente a la familia Rosaceae. Es originaria del sur de China.

## Descripción
Son arbustos, árboles pequeños, que rara vez alcanza un tamaño de 4 m de altura. Las ramas son de color marrón púrpura cuando son jóvenes, marrón grisáceo cuando es viejo, cilíndricos, inicialmente marrón tomentoso, glabras en la vejez. Pecíolo 0.5-1.8 cm o casi ausentes, ligeramente marrón o tomentosos, subglabra; estípulas caducas, lanceoladas, de color marrón poco tomentoso, ápice acuminado; ovadas hoja de cuchilla, oblongas, rara vez obovadas, oblongo-lanceoladas, estrechamente elípticas o elíptico-lanceoladas, (2 -) 4-8 × 1.5-4 cm, coriáceas, venas prominentes abaxialmente, venas reticulares visibles abaxialmente y visible o no adaxialmente, envés pálido, glabro o escasamente tomentoso, brillante adaxialmente, glabra, el ápice obtuso, agudo acuminado. Las inflorescencias en panículas o terminal de racimos, con muchas o pocas flores; pedicelos y pedúnculos oxidado tomentoso; brácteas y bracteolas caducas. Flores 1-1.3 (-1.5) cm de diámetro. Los pétalos de color blanco o rosado, obovadas o lanceoladas, 5-7 × 4-5 mm, pubescentes basales, ápice obtuso. Estambres 15, tan largo o más corto que los pétalos. Pomo negro violáceo, globoso, 5-8 mm de diámetro, glabro. Fl. abril, fr. julio-agosto.

## Distribución y hábitos
Se encuentra en las pendientes, bordes de caminos, matorrales a los lados de corrientes; a una altitud de 700 - 1600 metros en Anhui, Fujian, Cantón, Guangxi, Guizhou, Hainan, Hunan, Jiangxi, Taiwán, Yunnan, Zhejiang en China y en Camboya, Japón, Laos, Tailandia y Vietnam.

## Usos
El fruto es comestible cuando se cocina, y se puede utilizar para hacer mermelada.
Especie ornamental, produce unas bellas flores rosas y es muy popular en la cultura del bonsái. 
Se usa de apoyo principal hortícola en el sur de Estados Unidos. Se encuentra a menudo en los paisajes privados. A menudo se corta en pequeños setos compactos. 

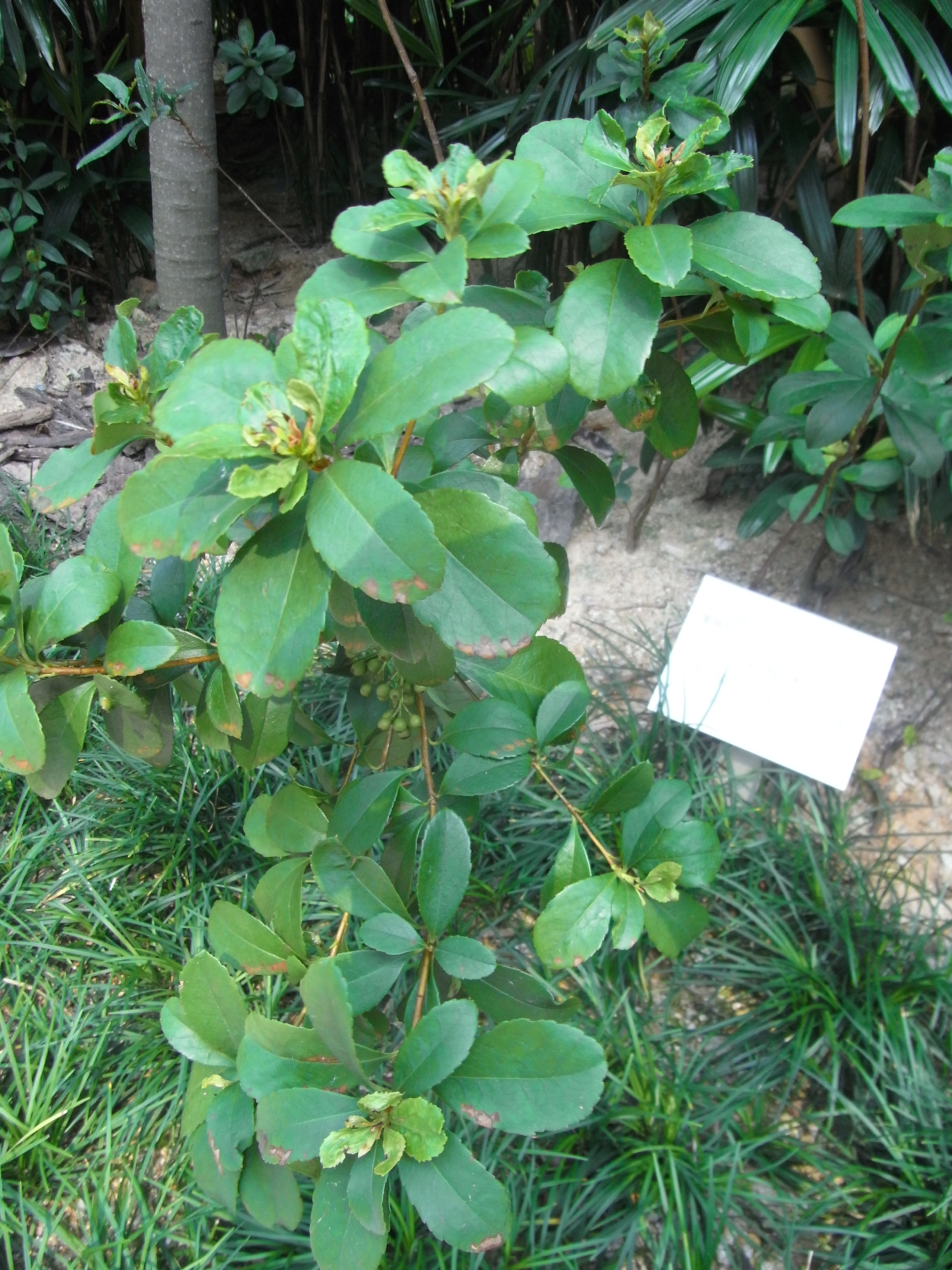
Vista de la planta

## Taxonomía
Rhaphiolepis indica fue descrita por (L.) Lindl. ex Ker Gawl. y publicado en Botanical Register; consisting of coloured . . . 6:pl. 468. 1820.
Sinonimia
var. hiiranensis (Kaneh.) LI
- Rhaphiolepis hiiranensis Kaneh.

var. indica
- Crataegus indica L.
- Crataegus rubra Lour.
- Mespilus sinensis Poir.
- Rhaphiolepis gracilis Nakai
- Rhaphiolepis parvibracteolata Merr.
- Rhaphiolepis rubra (Lour.) Lindl.
- Rhaphiolepis rugosa Nakai
- Rhaphiolepis sinensis M. Roem.

var. spiralis (G. Don) Nakai
- Rhaphiolepis spiralis G. Don[3]